# MLB The Show 21
MLB The Show 21 es un videojuego de béisbol de San Diego Studio y publicado por Sony Interactive Entertainment, basado en las Grandes Ligas (MLB). Fue lanzado para PlayStation 4 y PlayStation 5, así como para Xbox One y Xbox Series X / S (una novedad para la franquicia), con MLB Advanced Media co-publicando versiones digitales en las últimas plataformas. La decimosexta entrada de lafranquicia MLB: The Show, fue lanzada el 20 de abril de 2021. El torpedero de los Padres de San Diego, Fernando Tatís Jr. aparece como la estrella de la portada, y a los 22 años es el jugador más joven en hacerlo.

## Cómo se juega
Matt Vasgersian, Mark DeRosa y Dan Plesac regresan como comentaristas jugada por jugada, Heidi Watney como reportera de banda y Alex Miniak como comentarista de megafonía.
Una novedad en la serie es la función de creación de estadios, que brinda a los jugadores la posibilidad de cambiar las dimensiones del estadio, la altura de la pared, el territorio de falta y otras opciones de escenario. Esta función también permite a los jugadores compartir y descargar estadios que otros jugadores han creado en línea. Era exclusivo de las versiones de novena generación del juego.

## Lanzamiento
Por primera vez en la serie, el juego estuvo disponible en consolas Xbox , con compatibilidad multiplataforma entre PlayStation 4 y PlayStation 5. También se anunció que las versiones de Xbox del juego estarían disponibles para Xbox Game. Pass suscriptores sin costo adicional en el lanzamiento, una decisión tomada únicamente por el coeditor MLB Advanced Media y no por los propios Sony.
La fallecida leyenda del béisbol Jackie Robinson estuvo en la portada de la edición de coleccionista, con $ 1 donado a su fundación por cada copia de la edición vendida en los Estados Unidos.

## Recepción
MLB The Show 21 recibió "críticas generalmente favorables" de los críticos, según la revisión agregada Metacritic.
GameSpot le dio al juego 7/10, elogiando al Stadium Creator y los cambios en el pitcheo, pero criticando la falta de adiciones a los modos Road to the Show y Franchise, diciendo: "Al igual que sus predecesores, MLB The Show 21 sigue siendo uno de los mejores deportes juegos disponibles una vez que pasas la línea de tiros libres ". GamesRadar+ le dio al juego 4/5 estrellas, llamándolo "un sólido bateador de jonrones, pero no la revolución del béisbol que esperábamos en PS5 y Xbox Series X". IGN le dio un 8/10, diciendo: " MLB The Show 21 no es el salto generacional que podríamos haber esperado luego del lanzamiento de una nueva consola, pero sigue siendo el mejor simulador de béisbol que puedes jugar en cualquier plataforma".

### Ventas
En los EE. UU., MLB The Show 21 fue el juego digital más vendido en las plataformas PlayStation y Xbox durante el mes de abril de 2021.